# 한사민
한사민은 대한민국의 영상 감독, 비주얼 아티스트이며, 뮤직비디오와 광고 제작사 덱스터 랩의 대표 감독이다.

## 뮤직비디오

### 2005
- 이승환 - 건전화합가요

### 2009
- 이은미 - 헤어지는 중입니다

### 2011
- 빅뱅 - Love Song
- 2NE1 - Lonely
- 2NE1 - Ugly
- 타블로 - 나쁘다

### 2012
- 빅뱅 - Blue
- 빅뱅 - Bad Boy
- 빅뱅 - Monster
- 이하이 - 1,2,3,4(원,투,쓰리,포)

### 2013
- 승리 - 할말 있어요
- 강승윤 - Wild And Young
- G-Dragon - 삐딱하게
- G-Dragon - 니가 뭔데
- 2NE1 - Falling In Love
- 2NE1 - 그리워해요
- 이하이 - It's Over

### 2014
- 태양 - 눈, 코, 입
- 태양 - 새벽한시
- 2NE1 - 너 아님 안돼
- 2NE1 - Happy

### 2015
- 신화 - 표적
- 빅뱅 - Loser
- 빅뱅 - 맨정신
- 빅뱅 - 우리 사랑하지 말아요
- iKON - 취향저격
- iKON - 지못미
- iKON - 왜또

### 2016
- iKON - 오늘뭐해
- 가인 - CARNIVAL.THE LAST DAY.[1]
- BLACKPINK - STAY[2]
- 빅뱅 - LAST DANCE
- 자이언티 - The Song[3]

### 2017
- D LITE - D DAY
- 태양 - So Good[4]
- 지드래곤 - M.O.T.T.E TRAILER[5]
- 지드래곤 - 무제 Untitled,2014[6][7][8]
- 젝스키스 - SMILE 웃어줘[9]
- 블락비 - SHALL WE DANCE?
- 李宇春 CHRIS LEE - 流行 TREND ( LIU XING )[10]

### 2018
- 몬스타엑스 - JEALOUSY
- YDPP - LOVE IT LIVE IT[11][12]
- 승리 - 1 , 2 , 3 ![13]
- iKON - 이별길
- NINE PERCENT - I NEED A DOCTOR[14]
- 제니 - SOLO[15][16][17]

### 2019
- 1TEAM - 습관적 바이브
- Lee Hi - 누구없소

## 광고

### 2010
- 엘르
- 공효진 - 유니클로 히트택

### 2011
- 이나영 - 유니클로 히트택
- 이나영 - 유니클로 Jeans
- 소지섭 - 보닌더스타일블루
- GD&TOP - 써니텐

### 2012
- 빅뱅 - 네이버
- 김수현 - 카스

### 2014
- 싸이 - tvN
- 이진욱 - 살로몬 아웃도어

## 논란
한사민 감독은 지난 2015년 6월, 컴백을 확정한 2PM의 뮤직비디오 촬영을 진행하기로 했지만 JYP 엔터테인먼트 측은 한사민 감독으로부터 촬영을 불과 4일 앞두고 일방적으로 제작중단 통보를 받았다고 주장했다. 이에 한사민 감독 측은 "일방적인 촬영 중단이 아니다"며 "정식 계약서를 작성하지 않은 상황에서 제작비 등 금액 협의가 잘 이뤄지지 않아 계약이 엎어진 것"이라고 반박했다. 하지만 JYP 엔터테인먼트 측은 한사민 감독에 대해 5천만원대 손해배상청구소송을 냈고, 이에 한 감독도 "준비 과정에서 들인 인건비, 제작비 등을 배상하라"며 JYP를 상대로 4000여만원대 반소를 제기했다. 2016년 1월 4일, JYP 엔터테인먼트가 뮤직 비디오 제작사 덱스터랩(한사민 감독)을 상대로 제기한 손해배상 청구 소송은 기각되었고, 법원의 화해 권고안을 수용키로 하고 2PM과 한사민 감독은 서로의 책임을 묻지 않고 원만하게 합의하며 법적 분쟁을 마무리 지었다.